# Paul Gludovatz
Paul Gludovatz (* 10. Juni 1946 in Zillingtal; † 12. November 2021) war ein österreichischer Fußballtrainer.

## Karriere

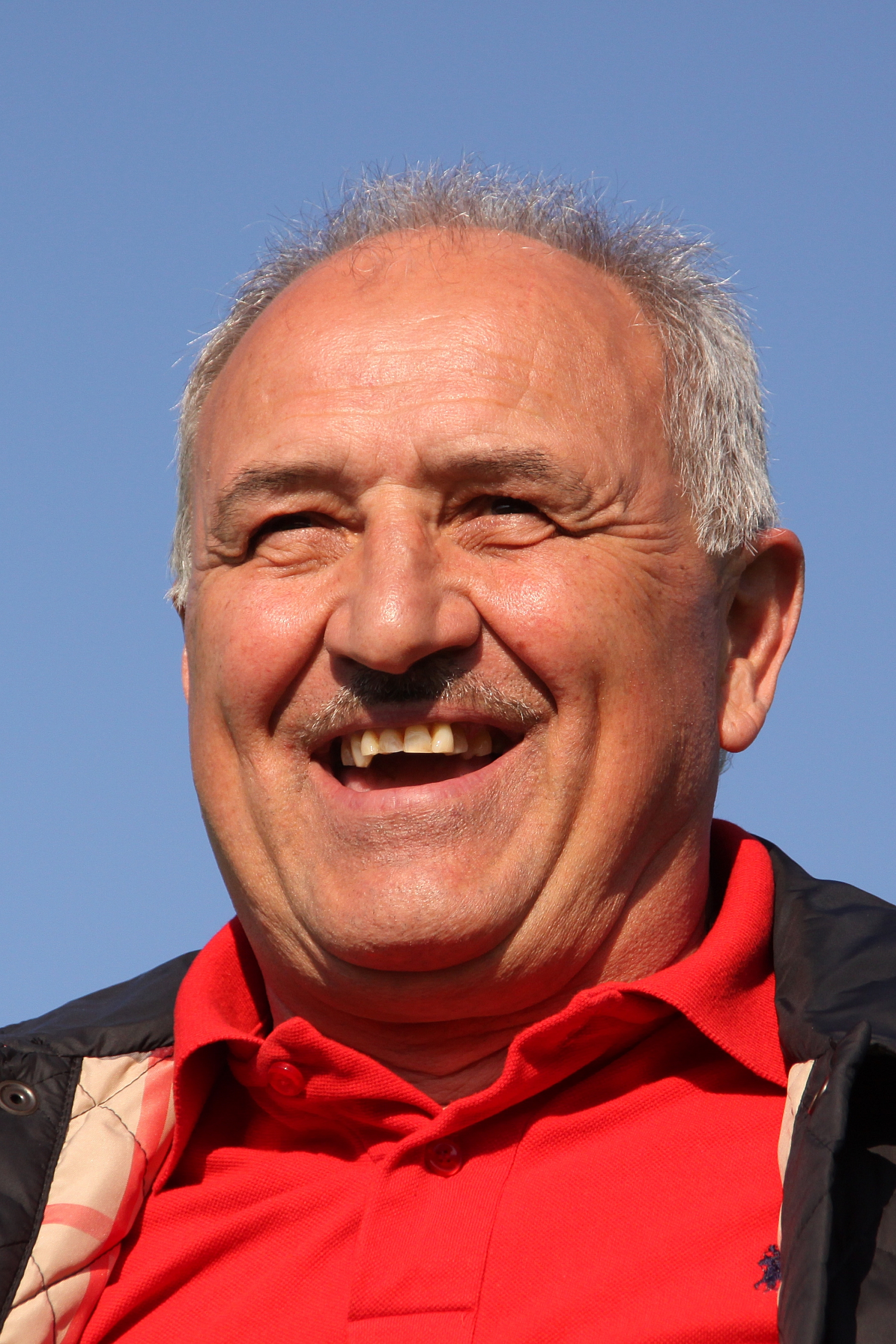
Paul Gludovatz (2009)

Gludovatz, der der Minderheit der Burgenlandkroaten angehörte, wuchs in Zillingtal auf. Nach Abschluss seiner Ausbildung als Lehrer kam er nach Eberau, wo er im Lehrerkollegium auch seine spätere Frau kennen lernte und sich dann auf Dauer dort niederließ, und beim dortigen Sportverein Fußball spielte. Später spielte Gludovatz auch beim SV Oberwart. Trotz Angeboten entschied er sich gegen einen Profivertrag und für eine Trainerkarriere.
Diese startete Gludovatz in Oberwart. 1981 übernahm er die Leitung von Nachwuchses des ÖFB, wo er zudem im Bereich der Trainerausbildung  tätig war. Gludovatz war 27 Jahre lang Trainer verschiedener Nachwuchsnationalmannschaften innerhalb des ÖFB. Sein größter Erfolg war das Erreichen des Halbfinales bei der U20-WM 2007 in Kanada. Paul Gludovatz galt als anspruchsvoller, konsequenter Trainer mit besonderen Trainingsmethoden. Von Juli 2008 bis März 2012 trainierte Gludovatz die SV Ried in der österreichischen Bundesliga. Dort erreichte er mit der Mannschaft 2010 und 2011 die Herbstmeistertitel sowie den ÖFB-Pokalsieg 2011.
Mit der Saison 2012/13 wurde er sportlicher Geschäftsführer beim SK Sturm Graz und einigte sich mit der SV Ried auf eine Auflösung seines Vertrages zum 1. April 2012. Ab Oktober 2012 war Gludovatz Trainer des TSV Hartberg, und mit Saisonende 2013 wurde er Cheftrainer beim SV Eberau. 2014/2015 war er Cheftrainer beim Sommercamp für vertragslose Profis der Vereinigung der Fußballer.
Im August 2015 löste Gludovatz bei der SV Ried den beurlaubten Helgi Kolviðsson als Cheftrainer ab. Dieses Engagement dauerte bis Ende der Saison 2015/16.
Paul Gludovatz starb in der Nacht auf den 13. November 2021 im Alter von 75 Jahren an den Folgen einer SARS-CoV-2-Infektion. Seine Urne wurde am Friedhof in Eberau beigesetzt.

## Erfolge
- Platz zwei bei der U-16-EM Deutschland 1997
- Platz drei bei der U-19-EM Liechtenstein 2003
- Platz fünf bei der U-17-EM Frankreich 2004
- Platz drei bei der U-19-EM Polen 2006
- Platz vier bei der U-20-WM Kanada 2007
- Herbstmeister der Österreichischen Bundesliga mit der SV Ried: 2010, 2011
- ÖFB-Cupsieg mit der SV Ried 2010/11